# Claude Thornhill
Claude Thornhill (Terre Haute, 1909. augusztus 10. vagy 1908. április 10. – New York, 1965. július 2., 1965. július 7. vagy 1965. július 1.) amerikai zongorista, zenekarvezető. A  Snowfall (1941) és az I Wish I Had You dzsessz- és popsztenderdek szerzője.

## Pályafutása
Már tizenegy éves korában hivatásszerűen zongorázott. először két helyi comboban játszott. Középiskolásként több színházi zenekarban szerepelt. Tizenhat évesen bekerült a Cincinnati Conservatory of Musicba. Rendkívüli tehetségként ismerték.
Utazó duót alapított Danny Poloval, aki  klarinétos és trombitásos volt, és szintén zenei csodagyerek.
1931-ben Artie Shaw klarinétos és Thornhill együtt ment New Yorkba. az 1930-as évek Thornhill végén a nyugati partra ment Judy Garland Babes in Arms című filmjével. 1935-ben Glenn Millerrel játszott. Dolgozott  Paul Whitemannel, Benny Goodmannel, Ray Noble-lal és Billie Holiday-jel is. A „Loch Lomond” és az „Annie Laurie” hangszerelését Maxine Sullivan számára. Az 1930-as évek közepén hangszerelt és zongorázott Andre Kostelanetz számára is.
1939-ben megalapította a Claude Thornhill Orchestrát. Danny Polo volt a vezető klarinétosa. Bár a Thornhill zenekar kifinomult tánczenekar volt, kiváló dzsesszzenészeiről, valamint Thornhill és Gil Evans feldolgozásairól vált ismertté. Thornhill arra biztatta a zenészeket, hogy dolgozzanak ki hideg hangzásokat. A zenekar vibrato nélkül játszott.
Miles Davis Birth of the Cool című híres művét részben a Thornhill-féle hangzás és szokatlan hangszerelés jellemezte.
Thornhill a New York-i Paramount Theatre-ben játszott heti 10 000 dollárért, amikor aztán 1942-ben bevonult a haditengerészethez. 1946-ban leszerelt és összeszedte együttesét. Polo, Gerry Mulligan, Barry Galbraith és új tagok: Red Rodney, Lee Konitz, Joe Shulman, Bill Barber.
Thornhill és zenekara a Judy, Jill és Johnny varietéműsorban szerepelt a Mutual Broadcasting rádióban 1946–1947-ben. 1957-ben Thornhill lett Tony Bennett cég zenei igazgatója.
Big band könyvtára nagy részét jelenleg a Missouri állambeli Springfieldben található Drury Egyetem őrzi, miután Gerry Mulligan nem tartott rá igényt. A Thornhill együttes legsikeresebb lemezei a „Snowfall”, az „A Sunday Kind of Love” és a „Love for Love” lettek.

## Lemezválogatás
- Snowfall (1940-41)
- Buster's Last Stand (1941-47)
- The Transcriptions Performances 1947 (1947)
- The 1948 Transcriptions Performances (1948)
- The Crystal Gazer − the Later Recordings (1946-56)

## Díjak
- 1984: Big Band and Jazz Hall of Fame(wd)

## Fordítás
Ez a szócikk részben vagy egészben  a   Claude Thornhill című angol Wikipédia-szócikk ezen változatának fordításán alapul.  Az eredeti cikk szerkesztőit annak laptörténete sorolja fel. Ez a jelzés csupán a megfogalmazás eredetét és a szerzői jogokat jelzi, nem szolgál a cikkben szereplő információk forrásmegjelöléseként.